# Bisdom Raiganj
Het bisdom Raiganj (Latijn: Dioecesis Raigangensis) is een rooms-katholiek bisdom met als zetel Raiganj, in India. Het bisdom is suffragaan aan het aartsbisdom Calcutta. 

## Geschiedenis
Het bisdom werd opgericht op 8 juni 1978, uit delen van het bisdom Dumka. 

## Parochies
Het bisdom had in 2020 een oppervlakte van 8.920 km2 en telde 9.050.000 inwoners waarvan 1,1% rooms-katholiek was.

## Bisschoppen
- Leo Tigga (8 juni 1978 - 29 januari 1986)
- Alphonsus Flavian D’Souza (26 januari 1987 - 30 april 2016)
- Fulgence Aloysius Tigga (8 juni 2018 - heden)

## Galerij van afbeeldingen

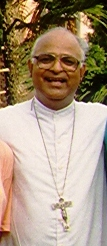
Bisschop Alphonsus Flavian D’Souza (1987-2016)

Calcutta (aartsbisdom) · Asansol · Bagdogra · Baruipur · Darjeeling · Jalpaiguri · Krishnagar · Raiganj